# MuseScore

Schriftzug bis Version 2

MuseScore (umbenannt seit 4.3.0 in MuseScore Studio) ist ein Notensatzprogramm mit einem WYSIWYG-Editor, das die Wiedergabe der eingegebenen Noten sowie den Import und Export in zahlreiche Dateiformate gestattet. Das Programm läuft unter Linux, Windows und macOS; für Windows gibt es eine portable Version, die ohne Installation, etwa von einem USB-Massenspeicher, gestartet werden kann.
Die Benutzeroberfläche sowie die Eingabemöglichkeiten der Noten ähneln bekannten kostenpflichtigen Notensatzprogrammen wie Finale oder Sibelius. MuseScore ist jedoch Open Source und unter einer GNU General Public License lizenziert.

## Funktionsumfang
Mittels MuseScore können viele gängige Aufgaben westlicher Musiknotation bewerkstelligt werden. So sind auch Perkussions-Notation und das Ausdrucken der geschriebenen Noten möglich. MuseScore beherrscht den Im- und Export zahlreicher Musikdateiformate, darunter MIDI und MusicXML. Außerdem können Dateien kommerzieller Musikprogramme wie Band-in-a-Box und teilweise auch Capella importiert werden. MuseScore kann gesetzte Noten ohne externes Plug-in als PDF-, SVG- oder PNG-Datei ausgeben.
Das Programm ist auf allen gängigen Betriebssystemen lauffähig. Dies ist auch deshalb möglich, weil das Programm Qt nutzt, eine Bibliothek, die plattformübergreifende Programmierung auch mit systemeigenem Code erlaubt.
Das Programm unterstützt SoundFont-Dateien und kann daher die notierten Töne wiedergeben.
MuseScore ist über das als MuseScore Connect bezeichnete Widget-Modul an die Onlineplattform musescore.com angebunden, womit Noten im Web veröffentlicht, gesucht und heruntergeladen werden können.

## Geschichte
Die offizielle Entwicklung zu MuseScore begann 2002. MusE, ein MIDI-Sequenzer für Linux, basierte damals auf einer als Fork entstandenen Codebasis zur Anzeige und Bearbeitung von Noten. Der Autor und Programmierer Werner Schweer entschied sich damals dazu, MusEs Notensatzfähigkeiten herauszulösen und als eigenständige Lösung zu veröffentlichen. Seither wird MuseScore konstant weiterentwickelt und konnte alsbald zur kostenlosen Nutzung heruntergeladen werden, obwohl der offizielle Releasekandidat noch lange nicht erreicht war. Die Webpräsenz MuseScore.org wurde im Jahr 2008 geschaffen, und das Programm wurde von Beginn an bis zu 15.000 Mal pro Monat heruntergeladen. Version 0.9.5 war bereits weitestgehend stabil und wurde im August 2009 freigegeben. Offiziell wurde MuseScore 1.0 im Februar 2012 veröffentlicht. Bis 2013 wurde es insgesamt mehr als drei Millionen Mal heruntergeladen.
MuseScore 2.0 wurde am 24. März 2015 veröffentlicht. Zu den Neuerungen zählten eine modernere Benutzeroberfläche, Verbesserungen der Barrierefreiheit, der Benutzerfreundlichkeit, der MIDI-Wiedergabe von Noten sowie neue Im- und Exportfunktionen. Zwei Jahre später, am 2. Mai 2017, wurde Version 2.1 veröffentlicht, das bereits einige Funktionen der Version 3 implementierte. Nachdem Version 2.2 und Version 2.3 veröffentlicht worden sind, erschien schließlich am 24. Dezember 2018 Version 3.0. Unter anderem eine Autoupdatefunktion und das automatische Ausrichten von Objekten wurden in dieser Version umgesetzt.
Ein Handbuch, das in mehreren Sprachversionen – darunter auch deutsch – vorliegt und kontinuierlich aktualisiert wird, ist als separate PDF-Datei verfügbar und kann von der MuseScore-Website heruntergeladen werden.

### Versionen
| Version | Veröffentlichung | Anmerkungen |
| ------- | ---------------- | --- |
| 1.0     | Februar 2011     | Offizieller Release-Kandidat |
| 1.1     | Juli 2011        | Verbesserte Leadsheet-Funktion |
| 1.2     | März 2012        | Verbesserte MusicXML-Unterstützung, Nutzung von Sonderzeichen nun möglich |
| 1.3     | Februar 2013     | hauptsächlich Fehlerkorrekturen; optische Verbesserungen für Mac OS X; für Windows steht erstmals ein msi-Installationspaket zur Verfügung |
| 2.0     | März 2015        | Überarbeitete Benutzeroberfläche und Notationen, neue Im- und Exportfunktionen, verbesserte Benutzerfreundlichkeit, Wiedergabe und Barrierefreiheit |
| 2.1     | Mai 2017         | Drei neue Eingabemethoden für Noten, Neugruppierung von Rhythmen, Swap mit Zwischenablage als neue Kopier-/Übertragungsmethode, Upload-Funktion (Save online) als private Sicherungskopie, neue Instrumente |
| 2.2     | März 2018        | MusicXML 3.1 Import/Export, drei neue Sprachen, neue MuseScore_General.sf3 Soundfont, der zu MuseScore_General umbenannt wurde. Musescore kann nun direkt mit MIDI-Geräten oder virtuellen Instrumenten kommunizieren; JACK MIDI ist nicht mehr erforderlich. Abgesehen von seltenen Ausnahmen ist Musescore 2.2 in beide Richtungen voll kompatibel zur 2.x-Serie; Details finden sich in den Releasenotes. |
| 2.3     | Juni 2018        | Wesentliche Verbesserungen für Schlagzeuginstrumente; verbesserte Wiedergabe (MIDI, SFZ); eine erste MuseScore-Erweiterung ist nun verfügbar (MuseScore Drumline); mehr als 40 Fehlerkorrekturen und kleinere Verbesserungen; Aktualisierung der Sprachdateien; Details finden sich in den Releasenotes. |
| 3.0     | Dezember 2018    | Automatic Placement, Autoupdate |
| 3.1     | Mai 2019         | Einzelnoten-Dynamiken, Verbesserungen für Griffbrett-Diagramme und an der Programm-Oberfläche, diverse Fehlerkorrekturen |
| 3.2     | Juni 2019        | [ 19 ] |
| 3.3     | Oktober 2019     | Verbesserung der Noteneingabe; Neugestaltung der Paletten; Verbesserung der Barrierefreiheit; Verbesserung und Erweiterung der Akkordbenennungsmöglichkeiten |
| 3.4     | Januar 2020      | Umstellung mehrerer Teile auf Ein-Klick-Bedienung; Telemetrie mit anonymen Nutzungsdaten |
| 3.5     | August 2020      | [ 23 ] |
| 3.6     | Januar 2021      | [ 24 ] |
| 4.0     | Dezember 2022    | neues Playback-Plugin Muse Sounds; überarbeitete Benutzeroberfläche und Notationen; direktes Abspeichern und Veröffentlichen auf musescore.com; Unterstützung für VST-Instrumente und -Effekte; Verbesserung der Barrierefreiheit |
| 4.1     | Juli 2023        | [ 26 ] |
| 4.2     | Dezember 2023    | [ 27 ] |
| 4.3     | Mai 2024         | Umbenannt in MuseScore Studio und weitere Änderungen. |
| 4.4     | August 2024      | Muse Drumline, Unterstützung von Apple Silicon |
| 4.5     | März 2025        | Verbesserte Dynamikeingabe, neues Percussion-Eingabefeld, Engraving- und Layout-Verbesserungen, Finale-ähnliche Workflows |

## Notensammlung
Parallel zu der kostenlosen Notationssoftware existiert auf MuseScore.com ein umfangreicher Notenfundus bestehend aus mit MuseScore erfassten Originalkompositionen sowie Transkriptionen aller Art.
Bis zum Jahr 2019 konnten alle Noten gratis heruntergeladen werden. Aufgrund vermehrt aufkommender Beschwerden wegen Urheberrechtsverstößen ist dies mittlerweile nur noch mit einem kostenpflichtigen „Pro“-Nutzerkonto möglich. Ausnahmen sind Partituren, die als Public Domain oder Original Work gekennzeichnet sind.

## Mobile Versionen
Neben dem Editier-Programm MuseScore gibt es für Android und iOS auch reine Abspielprogramme mit dem Namen MuseScore.